# Bolbitis sinensis
Bolbitis sinensis är en träjonväxtart som först beskrevs av Bak., och fick sitt nu gällande namn av Kunio Iwatsuki. Bolbitis sinensis ingår i släktet Bolbitis och familjen Dryopteridaceae. Inga underarter finns listade.